# Station Gieten
Station Gieten is een voormalig spoorwegstation in het Drentse Gieten aan de spoorlijn Assen - Stadskanaal, die in 1905 werd aangelegd door de NOLS (Noordoosterlocaalspoorweg-Maatschappij). Het station werd geopend op 15 juni 1905 en gesloten op 28 mei 1972. De laatste jaren was er alleen nog goederenvervoer. Het personenverkeer was al eerder, op 4 mei 1947 beëindigd. Het stationsgebouw is van het type derde klasse en dateert van het jaar 1903. Hetzelfde type is ook nog te vinden is in Gramsbergen (1905) en Vroomshoop (1906).
Tussen 1947 en 1972 was Gieten een goederenstation voor de achter het station gelegen exportslagerij Udema. Deze had het station gekocht van de NS en was tevens de grootste goederenverlader op de spoorlijn. Het stationsgebouw werd in 1969 gesloopt. Het baanvak Assen - Gieten was een jaar eerder al gesloten. Gieten - Stadskanaal volgde in 1972. Het spoor bleef nog wel een tijdje liggen, maar werd in 1977 opgebroken. Het enige wat nog verwijst naar het voormalige station zijn de straatnamen Parallelweg en Stationsstraat.
0: Gasselternijveen ·
3: Gasselte ·
7: Gieten ·
9: Eext ·
Anderen ·
15: Rolde ·
20: Assen
Assen ·
Beilen ·
Coevorden ·
Dalen ·
Emmen ·
-Zuid ·
Hoogeveen ·
Meppel ·
Nieuw Amsterdam

Zie ook: lijst van voormalige spoorwegstations in Drenthe